# Třída Kartal
Třída Kartal byla třída torpédových člunů tureckého námořnictva, které byly během služby upraveny na raketové čluny. Jednalo se o derivát německých torpédových člunů třídy Jaguar. Celkem bylo postaveno devět jednotek této třídy. Ve službě byly v letech 1967–2016.

## Stavba
Devět jednotek této třídy postavila německá loděnice Lürssen ve Vegesacku.
Jednotky třídy Kartal:
| Jméno            | Zařazen do služby | Status                                                    |
| ---------------- | ----------------- | --------------------------------------------------------- |
| Denizkuşu (P321) | březen 1967       | Vyřazen 2016.                                             |
| Atmaca (P322)    | březen 1967       | Vyřazen 2013.                                             |
| Şahin (P323)     | listopad 1966     | Vyřazen 2015.                                             |
| Kartal (P324)    | listopad 1966     | Vyřazen 2013.                                             |
| Meltem (P325)    | říjen 1968        | Dne 25. září 1985 se potopil po kolizi se sovětskou lodí. |
| Pelikan (P326)   | únor 1970         | Vyřazen 2016.                                             |
| Albatros (P327)  | březen 1970       | Vyřazen 2015.                                             |
| Şimşek (P328)    | listopad 1969     | Vyřazen 2014.                                             |
| Kasırga (P329)   | listopad 1967     | Vyřazen 2014.                                             |

## Konstrukce
Základní výzbroj představovaly dva 40mm kanóny a dva 533mm torpédomety. Pohonný systém tvořily čtyři diesely MTU 16V538 o výkonu 12 000 hp, pohánějící čtyři lodní šrouby. Nejvyšší rychlost dosahovala 42 uzlů. Dosah byl 1000 námořních mil při rychlosti 32 uzlů.

### Modifikace
Roku 1975 byly čtyři jednotky (P325–P328) upraveny na raketové čluny. Později byly podobně upraveny i ostatní. Počet torpédometů byl snížen na dva, přičemž na záď byly instalovány čtyři protilodní střely Penguin Mk.2 s dosahem 30 km.